# جورج ويب (سياسي)
جورج ويب هو سياسي كندي، ولد في 10 يوليو 1886 في كندا، وتوفي في 20 يوليو 1958. حزبياً، نشط في الحزب الكندي التقدمي المحافظ. وقد انتخب عضو مجلس العموم الكندي.